# Magnus Cedenblad
Magnus William Cedenblad (født 10. april 1982 i Stockholm) er en svensk pensioneret MMA-uddøver som fra 2012 til 2018 konkurrerede i organisationen Ultimate Fighting Championship (UFC).

## MMA-karriere

### Tidlige karriere
Cedenblad debuterede som professionel i MMA den 20. april 2007 i Helsingfors og tabte kampen via KO. Han tabte herefter yderligere en kamp inden han skiftede vægtlasse fra letsværvægt til mellemvægt.
Efter dette vandt Cedenblad 10 af sine elve efterfølgende kampe i den nye vægtklasse.

### Ultimate Fighting Championship
I januar 2012 skrev Cedenblad kontrakt med organisationen UFC (UFC).
I sin debutkamp på UFC on Fuel TV: Gustafsson vs. Silva som blev arrangeret i Stockholm den 14. april 2012 mødte han Francis Carmont og tabte via submission i anden omgang.
Den 31. august 2013 mødte Cedenblad amerikaneren Jared Hamman og vandt kampen via teknisk submission i første omgang.
Cedenblad besejrede Krzysztof Jotko via submission den 31. maj 2014 og blev tildelt Performance of the night-bonus på 50-000 USD.
Den 4. oktober, 2014 mødte Cedenblad englænderen Scott Askham og vandt kampen via enstemmig afgørelse.
Cedenblad mødte sydafrikanen Garreth McLellan på UFC Fight Night: Overeem vs. Arlovski den 8. maj 2016 i Rotterdam og vandt kampen via TKO i anden omgang.
Den 19. november, 2016 mødte Cedenblad waliseren Jack Marshman på UFC Fight Night: Mousasi vs. Hall 2 i Belfast. Marshman vandt kampen via TKO i 2. omgang.
Cedenblad skulle have mødt Chris Camozzi den 28. maj, 2017 på UFC Fight Night: Gustafsson vs. Teixeira i sin hjemby, Stockholm. Men Cedenblad blv fjernet fra programmet den 27. marts og erstattet af Trevor Smith.
Den 14. august, 2018, blev det offentliggjort at Cedenblad pensionerede sig fra MMA på grund af adskillige og gentagne skader.

## Privatliv
Cedenblad har en grad i fysioterapi.

## Mesterskaber og meritter

### MMA
- Ultimate Fighting Championship
  - Performance of the Night (1 gang) vs. Krzysztof Jotko[15]
- Nordic MMA Awards - MMAviking.com
  - 2014 Fighter of the Year [16]

### Shootfighting
- European Shootfighting League
  - European Light Heavyweight Shootfighting Champion.
  - Scandinavian Light Heavyweight Shootfighting Champion.

## Rekordliste
| Resultat | Rekordliste | Modstander        | Metode                        | Arrangement                           | Dato             | Omgang | Tid  | Sted           | Noter |
| -------- | ----------- | ----------------- | ----------------------------- | ------------------------------------- | ---------------- | ------ | ---- | -------------- | ----- |
| Nederlag | 14–5        | Jack martshman    | TKO (slag)                    | UFC Fight Night: Mousasi vs. Hall 2   | 19 november 2016 | 2      | 3:32 | Belfast        |       |
| Sejr     | 14–4        | Garreth McLellan  | TKO (spark og slag)           | UFC Fight Night: Overeem vs. Arlovski | 8 maj 2016       | 2      | 0:47 | Rotterdam      |       |
| Sejr     | 13–4        | Scott Askham      | Enstemmig afgørelse           | UFC Fight Night: Nelson vs. Story     | 4 oktober 2014   | 3      | 5:00 | Stockholm      |       |
| Sejr     | 12–4        | Krzysztof Jotko   | Submission (guillotine choke) | UFC Fight Night: Munoz vs. Mousasi    | 31 maj 2014      | 2      | 4:59 | Berlin         |       |
| Sejr     | 11–4        | Jared Hamman      | Submission (guillotine choke) | UFC 164                               | 31 augusti 2013  | 1      | 0:57 | Milwaukee      |       |
| Nederlag | 10–4        | Francis Carmont   | Submission (rear-naked choke) | UFC on Fuel TV: Gustafsson vs. Silva  | 14 april 2012    | 2      | 1:42 | Stockholm      |       |
| Sejr     | 10–3        | Dan Edwards       | Submission (kimura)           | Fight for Change 1                    | 29 oktober 2011  | 1      | 1:27 | Oskarshamn     |       |
| Sejr     | 9–3         | Benas Mikalauskas | Submission (D’Arce choke)     | Vision FC 2                           | 19 marts 2011    | 1      | 1:52 | Karlstad       |       |
| Sejr     | 8–3         | Allan Love        | Enstemmig afgørelse           | Superior Challenge 6                  | 29 oktober 2010  | 3      | 5:00 | Stockholm      |       |
| Sejr     | 7–3         | Valdas Pocevicius | TKO (slag)                    | Vision FC 1                           | 28 augusti 2010  | 1      | 1:00 | Karlstad       |       |
| Sejr     | 6–3         | Tomáš Kužela      | TKO (slag)                    | Heroes Gate 1                         | 29 maj 2010      | 2      | 4:04 | Prag           |       |
| Sejr     | 5–3         | Patrik Kincl      | TKO (slag)                    | Superior Challenge 5                  | 1 maj 2010       | 2      | 2:32 | Stockholm      |       |
| Sejr     | 4–3         | Jonas Hellqvist   | TKO (slag)                    | Superior Challenge 4                  | 31 oktober 2009  | 1      | 3:37 | Stockholm      |       |
| Nederlag | 3–3         | Mats Nilsson      | Submission (rear-naked choke) | The Zone FC 4                         | 25 april 2009    | 1      | 3:49 | Göteborg       |       |
| Sejr     | 3–2         | Sergej Nikitin    | Submission (rear-naked choke) | ProFC - Russia vs. Europe             | 29 marts 2009    | 1      | 4:15 | Rostov-na-Donu |       |
| Sejr     | 2–2         | Frank Vatan       | TKO (knæ)                     | Superior Challenge 2                  | 25 oktober 2008  | 1      | 0:51 | Stockholm      |       |
| Sejr     | 1–2         | Danny Doherty     | TKO (slag)                    | Superior Challenge 1                  | 5 april 2008     | 1      | 2:44 | Stockholm      |       |
| Nederlag | 0–2         | Juha Saarinen     | Submission (armbar)           | Carelia Fight 3                       | 1 september 2007 | 2      | 2:02 | Imatra         |       |
| Nederlag | 0–1         | Jevgenij Smirnov  | KO (slag)                     | The Cage Vol. 7                       | 20 april 2007    | 1      | 0:33 | Helsingfors    |       |